# Karl Hohmann
Karl Hohmann (Düsseldorf, 18 giugno 1908 – Düsseldorf, 31 marzo 1974) è stato un calciatore e allenatore di calcio tedesco, di ruolo centrocampista.

## Palmarès

### Allenatore

#### Competizioni nazionali
- Coppa di Germania: 1

Rot-Weiss Essen: 1952-1953